# Kuřecí párky
Kuřecí párky byly jemně mělněným masovým výrobkem, který se vyráběl z kuřecího masa. Jednalo se o oblíbený výrobek zejména pro lidi držící dietu či pro děti. Po zrušení závaznosti bývalých státních a podnikových norem počátkem 90. let 20. století a po zavedení drůbežího separátu do potravinářských výrobků došlo k prudkému snížení jejich kvality.
Nejkvalitnější kuřecí párky dnes[kdy?] obsahují kolem 60% kuřecích stehenních řízků, 10% kuřecích prsních řízků, vodu, kuřecí kůže, jedlou sůl, bramborový škrob, koření a další drobné ingredience.
Většina kuřecích párků žádné maso neobsahuje, protože se skládá většinou z drůbežího separátu, který dle Specifických požadavků na označování masných výrobků nesplňuje definici pro maso a nesmí proto být při označování masných výrobků započítáván do deklarovaného obsahu masa.
Kromě toho jsou pod označením kuřecí párky vyráběny i produkty, které kromě kuřecího masa či separátu obsahují např. vepřové kůže, vepřové sádlo, méně kvalitní vepřové či hovězí maso, vodu a zahušťovadla.